# Мерциг (Німеччина)
Мерциг (нім. Merzig) — місто в Німеччині, знаходиться в землі Саар. Адміністративний центр району Мерциг-Вадерн.
Площа — 108,79 км2. Населення становить 29 609 ос. (станом на 31 грудня 2021).